# George Canning (atleta)
George Walter Canning (Bermondsey, Londres, 23 d'agost de 1889 – ?) va ser un esportista anglès que va competir a començaments del segle xx. Especialista en el joc d'estirar la corda, guanyà la medalla d'or als Jocs Olímpics de 1920 a Anvers.